# 六分儀座V3894
六分儀座V3894，又名CD-2612367，HD 161756、SAO 185779、HR 6621，是六分儀座的一颗恒星，视星等为6.35，位于銀經2，銀緯0.48，其B1900.0坐标为赤經17h 42m 12.6s，赤緯-26° 0.48′ 21″。